# Grammodes euclidioides
Grammodes euclidioides är en fjärilsart som beskrevs av Achille Guenée 1852. Grammodes euclidioides ingår i släktet Grammodes och familjen nattflyn. Inga underarter finns listade i Catalogue of Life.